# Dufour 455 Grand Large
Die Dufour 455 Grand Large ist eine Seriensegelyacht des französischen Herstellers Dufour Yachts.

## Einrichtung
Die Dufour 455 Grand Large hat 4 Kabinen, zwei Nasszellen und ein Cockpit. Im Salon findet man an Steuerbord die Pantry mit zwei Kühlschränken. An Backbord befindet sich die Sitzgruppe mit dem Salontisch. Vor dem Salontisch steht eine Bank, unter der die Anschlüsse der Wassertanks verbaut sind.
Das Ruder wird standardmäßig mit einer Doppelradsteuerung ausgeliefert. Am Heck lässt sich das Süll herunter klappen, so dass ein Durchgang zur Badeplattform entsteht.

## Einstufung nach deutschem Recht
- Die Segelyacht ist nicht schiffsregisterpflichtig, da sie weniger als 15 m lang ist.
- Die Segelyacht ist nicht binnenschiffsregisterpflichtig, da sie keine 15 m³ verdrängt.